# Luke Black
Luke Black (in serbo Лук Влек?), pseudonimo di Luka Ivanović (in serbo Лука Ивановић?; Čačak, 18 maggio 1992), è un cantante serbo.
Ha rappresentato la Serbia all'Eurovision Song Contest 2023 con il brano Samo mi se spava.

## Biografia
Appassionato di musica sin dall'infanzia, Luke Black ha iniziato a scrivere canzoni a 12 anni. Dopo il liceo si è trasferito a Belgrado per studiare lingua e letteratura inglese.
Il suo primo evento musicale pubblico è stato il Gruvlend Festival nel 2014, dove ha presentato il suo inedito D-Generation. Il brano l'ha portato nel mirino della Universal Music, con cui ha firmato il suo primo contratto discografico alla fine dello stesso anno. Il suo primo EP, Thorns, è uscito nel 2015. Luke Black è diventato particolarmente conosciuto in Cina, dove ha realizzato varie tournée.
Nel gennaio 2023 è stato confermato fra i 32 partecipanti a Pesma za Evroviziju '23, festival utilizzato per selezionare il rappresentante serbo all'Eurovision Song Contest. Il successivo 1º marzo ha presentato il suo inedito Samo mi se spava durante la prima semifinale, che ha superato, ottenendo l'occasione di riproporre il brano alla finale del 4 marzo. Qui il voto combinato di giuria e televoto l'ha incoronato vincitore, rendendolo di diritto il rappresentante serbo all'Eurovision Song Contest 2023 a Liverpool. Nel maggio successivo, dopo essersi qualificato dalla prima semifinale, Luke Black si è esibito nella finale eurovisiva, dove si è piazzato al 24º posto su 26 partecipanti con 30 punti totalizzati.

## Discografia

### EP
- 2015 – Thorns
- 2018 – Neoslavic
- 2023 – F23.8

### Singoli
- 2014 – Nebula Lullaby
- 2015 – D-Generation
- 2015 – Holding On to Love
- 2015 – Jingle Bell Rock
- 2016 – Demons
- 2017 – Walpurgis Night
- 2017 – Olive Tree
- 2019 – Frankensteined (feat. Majed)
- 2021 – A House on the Hill
- 2021 – Amsterdam
- 2021 – Heartless
- 2022 – 238
- 2023 – Samo mi se spava
- 2023 – I'm So Happy
- 2023 – God's Too Cool
- 2024 – Chainsaws in Paradise
- 2024 – Winter Dahlia
- 2024 – Drinking Jack with Daddy
- 2024 – Bashit